# Ruta 913 (Costa Rica)
La Ruta 913, oficialmente Ruta Nacional Terciaria 913, es una ruta nacional de Costa Rica ubicada en la provincia de Guanacaste.

## Descripción
En la provincia de Guanacaste, la ruta atraviesa el cantón de Liberia (el distrito de Nacascolo), el cantón de La Cruz (el distrito de Santa Elena).